# Oakland Oaks (Eishockey)
Die Oakland Oaks waren ein US-amerikanisches Eishockeyfranchise der Pacific Coast Hockey League aus Oakland, Kalifornien.  

## Geschichte
Der Verein wurden zur Saison 1944/45 als Franchise der Pacific Coast Hockey League gegründet. In ihren beiden ersten Spielzeiten belegten sie jeweils nach der regulären Saison den ersten Rang ihrer Division, konnten sich anschließend jedoch nicht in den Playoffs um den Lester Patrick Cup, den Meistertitel der PCHL, durchsetzen. Im Dezember 1949 stellten die Oakland Oaks noch im Laufe der Saison 1949/50 den Spielbetrieb vorzeitig ein.  

## Saisonstatistik
Abkürzungen: GP = Spiele, W = Siege, L = Niederlagen, T = Unentschieden, OTL = Niederlagen nach Overtime SOL = Niederlagen nach Shootout, Pts = Punkte, GF = Erzielte Tore, GA = Gegentore, PIM = Strafminuten
| Saison  | GP | W  | L  | T | OTL | SOL | Pts | GF  | GA  | Platz       | Playoffs |
| 1944/45 | 19 | 12 | 7  | 0 | —   | —   | 24  | 112 | 100 | 1., Central |          |
| 1945/46 | 40 | 25 | 15 | 0 | —   | —   | 50  | 188 | 159 | 1., South   |          |
| 1946/47 | 60 | 22 | 38 | 0 | —   | —   | 44  | 253 | 306 | 2., South   |          |
| 1947/48 | 66 | 29 | 36 | 1 | —   | —   | 59  | 236 | 252 | 5., South   |          |
| 1948/49 | 70 | 33 | 33 | 4 | —   | —   | 70  | 241 | 222 | 2., South   |          |
| 1949/50 | 29 | 10 | 14 | 5 | —   | —   | 25  | 78  | 109 | 5., South   |          |